# Attulus longipes
Espèce
Synonymes
- Attus longipes Canestrini, 1873
- Sitticus longipes (Canestrini, 1873)
- Sitticus muralis Schenkel, 1925

Attulus longipes est une espèce d'araignées aranéomorphes de la famille des Salticidae.

## Distribution
Cette espèce se rencontre dans les Alpes en France, en Italie, en Suisse et en Autriche. Elle se rencontre entre 2 100 et 3 500 m d'altitude.

## Description
Les mâles mesurent de 5,3 à 13 mm et les femelles de 5,3 à 13 mm.

## Publication originale
- Canestrini, 1873 : Nuove specie italiani di Aracnidi. Atti della Società Veneto-Trentina di Scienze Naturali, Padova vol. 2, p. 45-52.